# Les Ambassadeurs (ensemble)
Pour les articles homonymes, voir Ambassadeur (homonymie).
L'ensemble Les Ambassadeurs est un orchestre international de musique baroque sur instruments anciens et de musique classique, fondé et dirigé par le flûtiste français Alexis Kossenko.

## Historique
L'ensemble Les Ambassadeurs a été fondé en 2012 par le flûtiste Alexis Kossenko.
À partir de 2020, il est réuni avec La Grande Écurie et la Chambre du Roy sous le nom « Les Ambassadeurs - La Grande Écurie ».

## Effectif
L'effectif de l'orchestre comporte, outre Alexis Kossenko, environ 25 musiciens venus de nombreux pays européens :
- violon : László Paulik (Hongrie), Isabelle Bania (Suède), Irma Niskanen (Finlande), Ivan Iliev (Bulgarie), Yannis Roger (France), Dasa Valentova (République tchèque), Cecilia Clares Clares (Espagne), Anna Nowak (Pologne), Barbara Altobello (Italie)
- alto : Laurent Muller (France), Gabriel Bania (Pologne)
- violoncelle : Marco Frezzato (Italie), Thomas Pitt (Royaume-Uni), Tomasz Pokrzywinski (Pologne)
- contrebasse : Vega Montero (Espagne)
- hautbois : Katharina Andres (Allemagne), Lidewei de Sterck (Belgique)
- basson : Moni Fischaleck (Allemagne)
- flûte : Manuel Granatiero (Italie), Georges Barthel (France)
- cor : Ursula Paludan Monberg (Danemark), Anneke Scott (Royaume-Uni)
- clavecin : Jean Rondeau (France), Allan Rasmussen (Danemark)
- théorbe : Simone Vallerotonda (Italie)

## Discographie
L'orchestre Les Ambassadeurs publie ses enregistrements discographiques sur les labels Alpha et Erato :
- 2013 : Concerti per l'Orchestra di Dresda d'Antonio Vivaldi (Alpha)[4]
- 2013 : Le Grand Théâtre de l'Amour de Jean-Philippe Rameau avec Sabine Devieilhe (soprano), Samuel Boden (ténor), Aimery Lefevre (baryton) et le Jeune Chœur de Paris (Erato)[5]
- 2015 : Telemann : Ouverture & Concerti pour Darmstadt (Alpha)
- Soave e Virtuoso, œuvres de Vivaldi, Tartini et Sammartini
- Trio Sonatas - Flute Concertos de Carl Philipp Emanuel Bach, avec Arte del Suonatori
- Tempesta, œuvres de Handel et Vivaldi, avec Blandine Staskiewicz
- Cantus avec Christian-Pierre La Marca

## Distinctions
Plusieurs de leurs enregistrements, comme Le Grand Théâtre de l'Amour de Rameau avec la soprano Sabine Devieilhe ou encore Ouverture & Concerti pour Darmstadt de Telemann ont reçu des distinctions :
- Diapason d'or du mois, Diapason d'or de l'année
- Diamant d'Opéra Magazine
- Prix Caecilia
- Grand Prix de l'Académie Charles-Cros
- Choc de Classica
- Orphée d'Or de l'Académie du disque lyrique
- Top Mezzo of the month
- BBC Disc of the week
- Top 3 in De Standaard